# Paul Kuhn
Paul Kuhn (12 de marzo de 1928 - 23 de septiembre de 2013) fue un pianista, director de orquesta, cantante y compositor germano suizo.

## Biografía

### Inicios
Nacido en Wiesbaden, Alemania, era hijo de un crupier. Con solo 8 años de edad, en 1936 actuó en el Internationale Funkausstellung Berlin tocando el acordeón. El niño, que casi desaparecía detrás del instrumento, recibió el apodo de Paulchen. Más tarde actuó en el bar „Eimer“, en Wiesbaden. En su tiempo pasado en las Juventudes Hitlerianas descubrió la música Jazz, y en 1944 trabajó en el entretenimiento de la Wehrmacht en París.
Tras estudiar con Kurt Thomas en el Gimnasio Musical de Fráncfort del Meno, a partir de los 17 años Kuhn se formó en el conservatorio de Wiesbaden. En paralelo tocaba el piano en público, dedicándose al jazz. En 1945 Hesse pasó a formar parte de la zona de ocupación estadounidense. Kuhn actuó para los soldados americanos, y fue contratado por la American Forces Network. Casi a diario tocaba con su banda en directo desde los estudios de la emisora, apropiándose del repertorio de Glenn Miller (1904–1944) y utilizando su sonido.

### Carrera
Kuhn tocó en Berlín en el Femina-Bar con Freddie Brocksieper, actuando también en los primeros clubes de jazz de Alemania Occidental. En los años 1950, Kuhn fue compositor y arreglista de música popular, y desde mediados de la década fue también intérprete de muchos éxitos de género Schlager. Su mayor éxito fue el tema compuesto en 1954 por Horst-Heinz Henning Der Mann am Klavier. Tres años más tarde, Kuhn participó con la canción Das Klavier über mir en la selección del Festival de Eurovisión 1957, obteniendo únicamente el tercer lugar. En 1963 cantó con la artista de Jazz Greetje Kauffeld el tema Jeden Tag da lieb ich dich ein kleines bisschen mehr, que fue un éxito, y después interpretó la canción Es gibt kein Bier auf Hawaii (1963).

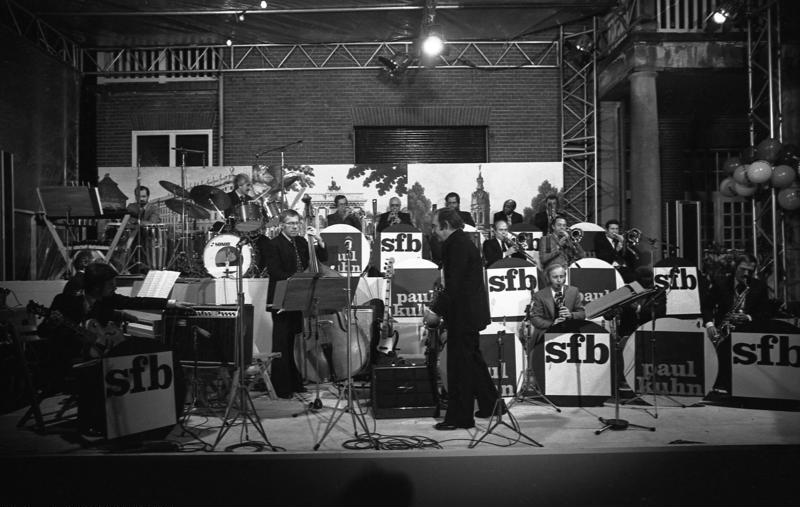
Paul Kuhn en 1978 dirigiendo la SFB-Bigband

Con el inicio de las emisiones musicales en la televisión pública, Paul Kuhn se convirtió en un invitado permanente de las pequeñas pantallas alemanas. Su actividad más importante como arreglista y director fue la dirección de la Big Band de Sender Freies Berlin (SFB Big Band) a partir del año 1968. En ese tiempo dirigió la orquesta de baile de SFB en numerosos programas televisivos, entre ellos la serie de emisiones internacionales Gala-Abend der Schallplatte en el año 1969 (presentada por Vivi Bach y Dietmar Schönherr), 1971 (con Eva Renzi y Paul Hubschmid) y 1973 (con Rudi Carrell), siendo también notable el show Paul’s Party. Sin embargo, 1980 fue un año difícil para Kuhn: la Big Band de SFB se disolvió, el sello discográfico EMI-Electrola prescindió de sus servicios, su programa televisivo Gong Show se suspendió tras cuatro episodios, y fracasó su segundo matrimonio. Con el fin de comenzar de nuevo, Kuhn se mudó a Colonia, fundó una orquesta propia y debutó en octubre de 1981 en un baile de la prensa que tuvo lugar en dicha ciudad. Con su orquesta acompañó, entre otros, a Peter Alexander en su gira de 1983, y en su gira de despedida entre 1990 y 1991.
Desde mediados de la década de 1990 volvió a estar activo en el jazz. Formó el Paul Kuhn Trio, en el cual él tocaba el piano, Willy Ketzer la batería, y Martin Gjakonovski o Gary Todd el bajo. La formación se reforzaba con Benny Bailey a la trompeta, Gustl Mayer al Saxofón, además de la cantante holandesa Greetje Kauffeld. A partir del verano de 2000 hizo giras con Max Greger, Hugo Strasser y la banda de Südwestrundfunk, siendo llamada la agrupación como Swing Legenden. En el año 2008 Paul Kuhn y Mario Barth grabaron el CD Mensch Berlin.
A finales del año 2011 Kuhn viajó a Los Ángeles, donde grabó para Capitol-Studios el álbum The L.A. Session, acompañado por John Clayton y Jeff Hamilton. El disco, lanzado en 2013, obtuvo excelentes críticas.

### Vida privada
Kuhn disponía de un apartamento en Suiza desde los años 1970, y en 1980 se mudó a Lenzerheide, en el Cantón de los Grisones. Allí vivió hasta su muerte con su tercera esposa, Ute Hellermann, con la que se había casado en 1988. En noviembre de 1994 la pareja fue condenada a un año de libertad condicional por evasión fiscal de casi un millón de marcos alemanes
En el año 2005 Kuhn hubo de someterse a cirugía cardiaca, y en 2007 sufrió un herpes zóster. Como consecuencia de todo ello, en los años siguientes su vista y su oído dismunuyeron.
Paul Kuhn falleció el 23 de septiembre de 2013 durante una estancia en un balneario de Bad Wildungen, Alemania. Le sobrevivieron su esposa Ute y su hijo Daniel.

## Trayectoria artística
Kuhn aprendió a tocar el acordeón, el piano y el clarinete. Su primera actuación televisiva tuvo lugar a los ocho años de edad en la Internationale Funkausstellung Berlin celebrada en 1936. Su carrera como pianista de jazz se inició poco después de finalizar la Segunda Guerra Mundial en clubes de soldados estadounidenses, lo cual le otorgó un trabajo permanente para la emisora American Forces Network.

### Cantante
Como cantante de Schwager, Kuhn interpretó títulos como Der Mann am Klavier (1954), Es gibt kein Bier auf Hawaii (1963) y Die Farbe der Liebe (1958). La canción producida por Nils Nobach Der Mann am Klavier vendió más de 250.000 copias.

### Pianista
Como pianista, sus modelos a seguir fueron Art Tatum y George Shearing, aunque de manera especial, y en términos estilísticos y uso de los acordes, se inspiró en Hank Jones. Su incursión en el Bebop se refleja en piezas como Stitt’s tune (2002) y Ornithology (1999).

### Director de banda

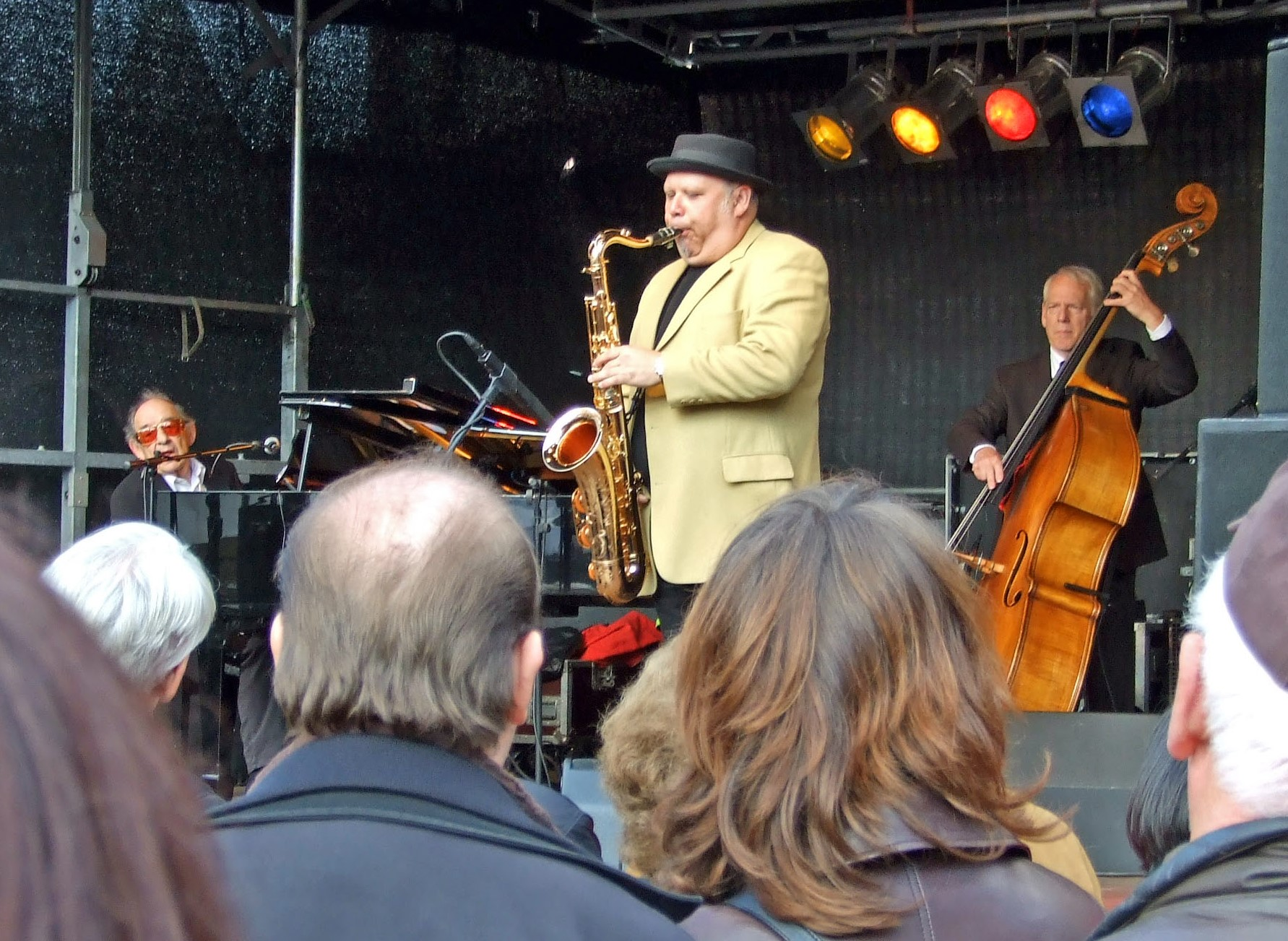
Paul Kuhn (izq.) con Tony Lakatos (centro) y Gary Todd al bajo (2008)

Como arreglista y director de banda, Kuhn siguió el modelo de Count Basie, al que consideraba como la base para su trabajo. Kunt explicaba que, aunque tocaba el piano, verdaderamente su instrumento era la banda. A los 15 años escribió su primer arreglo, sobre la canción Bei mir bist Du schön. Acompañó a gran parte de los principales artistas de entretenimiento en habla alemana en sus giras, entre ellos Peter Alexander, en cuya gira de 1979 participó la esposa de Paul Kuhn, Ute Hellermann, como directora del coro Ute Mann Singers. El director de orquesta era Dieter Reith.

### Productor
Como productor, Kuhn promovió a jóvenes talentos desde finales de los años 1950, entre ellos Ralf Bendix, Rocco Granata, Howard Carpendale, trabajando también en sus grabaciones.

### Actor
Como artista de entretenimiento y como actor, Kuhn tuvo una actividad variada. Entre otras interpretaciones actuó en televisión junto a Willy Maertens, Walter Richter y Hanns Lothar en el telefilm Biedermann und die Brandstifter (1958), participando también en la comedia Drillinge an Bord (1959) y en la serie televisiva Spiel mit Vieren, Hallo Paulchen, Paul's Party. Otra producción televisiva en la que intervino fue Der Forstarzt (1992), con Harald Juhnke.
En 1985 apareció en el telefilm Der Mann am Klavier, junto a estrellas internacionales como Gilbert Bécaud, Marlène Charell y Bibi Johns. Kuhn también actuó en 2010 junto a Peter Lohmeyer y Mina Tander en la tragicomedia  Schenk mir dein Herz, dirigida por Nicole Weegmann, encarnando a un pianista de jazz. Para esa cinta, Kuhn también compuso algunas canciones.
En el año 2012 Christoph Simon realizó el documental Paul Kuhn – Der Mann am Klavier, reuniendo ante la cámara a amigos y compañeros de Paul Kuhn como Götz Alsmann, Till Brönner, Helge Schneider y Willy Ketzer.

## Discografía[12]

### Singles
(grabaciones instrumentales)
| Título                                                                                                  | Sello                        | Número catálogo | Fecha   |
| --- | ---------------------------- | --------------- | ------- |
| Davon träumen alle kleinen Mädchen / Amigo                                                              | Columbia Graphophone Company | 5613            | 1/1958  |
| Chicago / Dies Lied ist für dich                                                                        | Columbia                     | 5623            | 3/1958  |
| Die Farbe der Liebe / Einsamer Cowboy                                                                   | Columbia                     | 20 383          | 5/1958  |
| Midnight / Secretly                                                                                     | Electrola                    | 21 006          | 10/1958 |
| Butterfly Doll / Eltibadabo Puka Puka /                                                                 | Columbia                     | 21 113          | 3/1959  |
| In einer kleinen Konditorei / Fräulein Pardon                                                           | Electrola                    | 21 216          | 6/1959  |
| Ich hab in Winnipeg ’ne Braut / Gigi hats mir angetan                                                   | Electrola                    | 21 241          | 7/1959  |
| Das große Glück / Auf meiner Uhr                                                                        | Electrola                    | 21 276          | 9/1959  |
| Zwei in einer großen Stadt / Es war einmal ein Musikus (con Alice Babs, Svend Asmussen y Ulrik Neumann) | Electrola                    | 21 286          | 9/1959  |
| Living Doll / Charming Boy                                                                              | Electrola                    | 21 374          | 1/1960  |
| Sie heißt Mary /                                                                                        | Columbia                     | 21 470          | 4/1960  |
| Mitten in der Nacht / Aviñón                                                                            | Columbia                     | 21 583          | 8/1960  |
| Kauf dir einen bunten Luftballon / Du stehst nicht im Adreßbuch                                         | Electrola                    | 21 658          | 11/1960 |
| Old McDonald / Tanz my Darling                                                                          | Columbia                     | 21 732          | 2/1961  |
| Das weiß die Josephine / Adieu Mamatschi                                                                | Columbia                     | 21 921          | 9/1961  |
| Cara Caramel Chocolat / Amor, Amor, Amor                                                                | Columbia                     | 21 975          | 11/1961 |
| Frankfurter Polka / Heidelberger Polka                                                                  | Columbia                     | 22 103          | 4/1962  |
| Quando, Quando, Quando / Wenn du einmal Hochzeit machst                                                 | Columbia                     | 22 143          | 4/1962  |
| Wir fliegen zur Venus / Klingeling                                                                      | Columbia                     | 22 265          | 7/1962  |
| Es gibt kein Bier auf Hawaii / Bier ist die Seele vom Klavier                                           | Columbia                     | 22 427          | 5/1963  |
| Regenschirm-Song / Überall In Paris (con Jacqueline Boyer)                                              | Columbia                     | 22 428          | 5/1963  |
| Wenn du die Sterne am Himmel zählst / Hallo, Josephine                                                  | Columbia                     | 22 486          | 7/1963  |
| Jeden Tag, da lieb' ich dich ein kleines bißchen mehr / Benny's Doodlin' Band (con Greetje Kauffeld)    | Columbia                     | 22 608          | 11/1963 |
| Mein Dackel Waldemar und ich / Der Pianist vom Grand-Hotel                                              | Columbia                     | 22 664          | 3/1964  |
| Führerschein der Liebe / Abends muß ich tanzen                                                          | Columbia                     | 22 684          | 4/1964  |
| Junge Liebe im Mai / Ja, nur bei dir fühl' ich mich zu Haus (con Greetje Kauffeld)                      | Columbia                     | 22 709          | 5/1964  |
| Blue Honey Moon / Lieber guter alter Mond (con Greetje Kauffeld)                                        | Columbia                     | 22 810          | 11/1964 |
| Gib dem Bub die Geige nicht / So kühl, kühl, kühl wie mein Bier                                         | Columbia                     | 22 823          | 11/1964 |
| Groschen Polka / I Love You, Good Bye (con Greetje Kauffeld)                                            | Columbia                     | 22 979          | 6/1965  |
| Milch macht müde Männer munter / In Abessinien braucht man nur 'nen Sonnenhut                           | Columbia                     | 22 980          | 6/1965  |
| Eine Bar ohne Bier / Wer den Pfennig nicht ehrt                                                         | Columbia                     | 23 089          | 11/1965 |
| Früher war das anders / Ein bißchen blau                                                                | Odeon                        | 23 168          | 2/1966  |
| Am 32. Mai / Heut' geh ich nicht nach Haus                                                              | Columbia                     | 23 238          | 7/1966  |
| Kopenhagen Serenade / Ich lieb' immer nur dich (con Greetje Kauffeld)                                   | Columbia                     | 23 414          | 2/1967  |
| Wiederseh'n / Küß mich einmal, küß mich zweimal                                                         | Columbia                     | 23 414          | 5/1967  |
| Der erste Mensch, der mit Tieren spricht / Wie in einem Traum                                           | Columbia                     | 23 643          | 11/1967 |
| Treu sein kann sie nicht / Story                                                                        | Columbia                     | 23 854          | 8/1968  |
| Charlie Brown / Snoopy                                                                                  | Columbia                     | 29 808          | 1970    |
| Reich dem Glück den kleinen Finger / Es handelt sich um folgendes                                       | Columbia                     | 29 957          | 1972    |
| In dunkler Nacht / Dobermann                                                                            | Columbia                     | 30 536          | 1974    |

## Filmografía (selección)
- 1955 : Wie werde ich Filmstar?
- 1956 : Liebe, Sommer und Musik
- 1958 : Biedermann und die Brandstifter (TV)
- 1959 : Drillinge an Bord
- 1959 : Liebe, Luft und lauter Lügen
- 1960 : Romanze in Tüll (TV)
- 1965 : Adieu 65: Hello 66 (TV)
- 1965 : Vom Ersten das Beste (TV)
- 1966 : Playgirl
- 1968–1972 : Paul’s Party (show TV)
- 1969 : Unsere kleine Show (serie TV)
- 1970 : Los Aristogatos (cantante de la melodía alemana)
- 1971 : Der trojanische Sessel (TV)
- 1972 : Die Glückspirale (TV)
- 1972 : Pauls Finale (TV)
- 1973 : Peter Alexander präsentiert Spezialitäten (serie TV)
- 1975 : Berlin grüsst Bern (TV)
- 1979 : Noch ’ne Oper (TV)
- 1980 : Hollywood, ich komme (TV)
- 1981 : Die Gong-Show (show TV)
- 1981 : So schön wie heut’, so müßt’ es bleiben (TV)
- 1982 : Das kann ja heiter werden (serie TV)
- 1984 : Lach mal wieder (serie TV)
- 1985 : Der Mann am Klavier (TV)
- 1992 : Der Forstarzt (serie TV)
- 1994 : Die Stadtindianer (serie TV)
- 2010 : Schenk mir dein Herz

## Radio
- 1967 : Claude Ollier: Die Verwandlung (pianista), dirección de Raoul Wolfgang Schnell (Süddeutscher Rundfunk/Westdeutscher Rundfunk)
- 1968 : Ingo Golembiewski: Nur Momente (composición), dirección de Raoul Wolfgang Schnell (WDR)
- 1968 : Otto Grünmandl: Salzwege (pianista) - (Saarländischer Rundfunk)
- 1970 : Raoul Wolfgang Schnell: Schularbeiten (compositor, pianista, locutor), dirección de Raoul Wolfgang Schnell (WDR)

## Premios
- 1936 : Ganador del Acordeón Estatal en Hessen-Nassau
- 1953 : Pianista de Jazz Número 1 de Alemania
- 1964 : Orden del Mérito de Baviera
- 1971 : Verleihung der Goldenen Kamera por su trabajo televisivo (Paul’s Party)
- 1976 : Deutscher Schallplattenpreis
- 1976 : Medalla Hans Bredow (por su trabajo radiofónico)
- 2003 : Disco de Oro de los Premios Alemanes de Jazz por su álbum My World Of Music
- 2003 : Disco de Oro de los Premios Alemanes de Jazz por su álbum Play It Again Paul
- 2002 : Trofeo Alemán de Jazz (por sus servicios a la música de jazz)
- 2003 : Pianista del año
- 2003 : Disco de Oro de los Premios Alemanes de Jazz por su álbum Young at Heart
- 2003 : Goldene Europa (por su trayectoria artística)
- 2003 : Premio trimestral de la crítica discográfica alemana (por su CD Young at Heart)
- 2008 : Premio honorífico de la crítica discográfica alemana por su trayectoria y Disco de Oro de los Premios Alemanes de Jazz por su álbum As Time Goes By
- 2010 : Premio ECHO Jazz por su trayectoria como pianista, director y compositor
- 2013 : Joachim-Ernst-Berendt-Ehrenpreis der Stadt Baden-Baden (Verleihung am 13. März 2013 in Baden-Baden im Rahmen des Mr. M’s Jazz Club Festivals)
- 2013 : Gold im German Jazz Award (für das Album The L.A. Session)